# Novoodesa, Dobrovelîcikivka
Novoodesa (în ucraineană Новоодеса) este un sat în comuna Troianî din raionul Dobrovelîcikivka, regiunea Kirovohrad, Ucraina.

## Demografie
Componența lingvistică a localității Novoodesa
     Ucraineană (94,03%)
     Rusă (3,73%)
     Română (1,49%)
     Alte limbi (0,75%)
Conform recensământului din 2001, majoritatea populației localității Novoodesa era vorbitoare de ucraineană (94,03%), existând în minoritate și vorbitori de rusă (3,73%) și română (1,49%).